# 미도리가오카역 (홋카이도)
미도리가오카역(일본어: 緑が丘駅)은 일본 홋카이도 아사히카와시에 위치한 홋카이도 여객철도 후라노 선의 철도역이다. 역 번호는 F30이며, 단선 승강장 1면 1선의 구조를 갖춘 지상역이다.

## 역 주변
- 국도 제237호선

## 역사
- 1996년 9월 1일 : JR 홋카이도의 역으로서 개업. 여객 취급만. 지역 주민의 요청에 의해 개업.

## 인접 역
| 홋카이도 여객철도         | 홋카이도 여객철도 | 홋카이도 여객철도               |
| ------------------------- | ----------------- | ------------------------------- |
| F 31 니시고료 후라노 방면 | 후라노 선         | 가구라오카 F 29 아사히카와 방면 |